# Faza eliminatorie UEFA Europa League 2014-2015
Faza eliminatorie UEFA Europa League 2014-2015 a început pe 19 februarie 2015 și s-a terminat pe 27 mai 2015, finala având loc pe Stadion Narodowy din Varșovia, Polonia. Un total de 32 de echipe au jucat în faza eliminatorie.
Meciurile care s-a jucat până în 28 martie 2015 (șaisprezecimile și optimile) sunt pe fusul orar CET (UTC+1), iar restul (sferturile, semifinalele și finala) sunt pe fusul orar CEST (UTC+2).

## Tragerile la sorți
Toate tragerile la sorți au avut loc la sediul UEFA din Nyon, Elveția.
| Fază          | Tragerea la sorți        | Prima manșă                                  | Manșa secundă                                |
| ------------- | ------------------------ | -------------------------------------------- | -------------------------------------------- |
| Șaisprezecimi | 15 decembrie 2014, 13:00 | 19 februarie 2015                            | 26 februarie 2015                            |
| Optimi        | 27 februarie 2015        | 12 martie 2015                               | 19 martie 2015                               |
| Sferturi      | 20 martie 2015           | 16 aprilie 2015                              | 23 aprilie 2015                              |
| Semifinale    | 24 aprilie 2015          | 7 mai 2015                                   | 14 mai 2015                                  |
| Finala        | 24 aprilie 2015          | 27 mai 2015 pe Stadion Narodowy din Varșovia | 27 mai 2015 pe Stadion Narodowy din Varșovia |

Meciurile se pot juca și în zilele de marți sau miercuri, în loc de ziua obișnuită de joi, din cauza conflictelor de programare.

## Format
Faza eliminatorie va cuprinde echipele care au terminat pe locurile 1 și 2 în faza grupelor și cele opt echipe care au terminat pe locul 3 în faza grupelor Ligii Campionilor.
În faza eliminatorie, echipele vor juca una contra celeilalte în două manșe, acasă și în deplasare, excepție făcând doar finala. Echipa care înscrie mai multe goluri la general va merge mai departe. Dacă scorul la general este egal, se va aplica regula golului marcat în deplasare (echipa care înscrie mai multe goluri în deplasare câștigă). Dacă și la acest capitol este egalitate, se vor juca treizeci de minute de prelungiri. Se va aplica aceeași regulă și aici. Dacă nu se va marca niciun gol, manșa se va decide la loviturile de departajare. În finală, se vor aplica aceleași reguli. În finală, meci care se va decide într-o singură manșă, dacă scorul va rămâne egal după 90 de minute, se vor juca două reprize de prelungiri, iar dacă scorul rămâne egal, finala se va decide la lovituri de departajare
Mecanismul de tragere la sorți este următorul:
- În șaisprezecimi, câștigătoarele grupelor și patru cele mai bine cotate echipe care au terminat pe locul 3 în Liga Campionilor vor fi capi de serie, iar echipele care au terminat pe locul 2 în grupă și restul de patru echipe rămase din Liga Campionilor vor fi outsideri. Capii de serie vor juca cu outsiderii, iar capii de serie vor juca a doua manșă pe teren propriu. Echipele care au fost în aceeași grupă sau care fac parte din aceeași asociație fotbalistică nu pot juca una împotriva celeilalte.
- Odată cu optimile, sferturile, semifinalele și finala, nu vor mai exista restricții, iar echipele care au fost în aceeași grupă sau care fac parte din aceeași asociație fotbalistică pot juca una împotriva celeilalte.

Pe 17 iulie 2014, panoul de urgențe UEFA a hotărât ca cluburile din Ucraina și Rusia să nu se întâlnească din cauza conflictelor dintre cele două țări. Din această cauză, cluburile ucrainiene Dinamo Kiev, Metalist Harkiv și Dnipro Dnipropetrovsk nu se pot întâlni cu cluburile rusești Dinamo Moscova și Krasnodar decât în finală.

## Echipele calificate
| Legendă                            |
| ---------------------------------- |
| Capi de serie pentru șaisprezecimi |
| Outsideri pentru șaisprezecimi     |

Locurile 1 și 2 din faza grupelor UEFA Europa League
| Grupă | Locul 1                  | Locul 2               |
| ----- | ------------------------ | --------------------- |
| A     | Borussia Mönchengladbach | Villarreal            |
| B     | Club Brugge              | Torino                |
| C     | Beșiktaș                 | Tottenham Hotspur     |
| D     | Red Bull Salzburg        | Celtic                |
| E     | Dinamo Moscova           | PSV Eindhoven         |
| F     | Internazionale           | Dnipro Dnipropetrovsk |
| G     | Feyenoord                | Sevilla               |
| H     | Everton                  | Wolfsburg             |
| I     | Napoli                   | Young Boys            |
| J     | Dinamo Kiev              | AaB                   |
| K     | Fiorentina               | Guingamp              |
| L     | Legia Varșovia           | Trabzonspor           |

Locul 3 din faza grupelor Ligii Campionilor
| Grupă | Echipă                 |
| ----- | ---------------------- |
| A     | Olympiacos             |
| G     | Liverpool              |
| H     | Zenit Sankt Petersburg |
| C     | Anderlecht             |
| D     | Roma                   |
| F     | Ajax                   |
| B     | Sporting CP            |
| E     | Athletic Bilbao        |

## Tabel
| Șaisprezecimi     | Șaisprezecimi | Șaisprezecimi | Șaisprezecimi |  |                | Optimi            | Optimi | Optimi | Optimi |  |  | Sferturi    | Sferturi | Sferturi | Sferturi |  |  | Semifinale | Semifinale | Semifinale | Semifinale |  |  | Finala  | Finala |
|                   |               |               |               |  |                |                   |        |        |        |  |  |             |          |          |          |  |  |            |            |            |            |  |  |         |        |
| Wolfsburg         | 2             | 0             | 0             |  |                |                   |        |        |        |  |  |             |          |          |          |  |  |            |            |            |            |  |  |         |        |
| Sporting CP       | 0             | 0             | 0             |  |                | Wolfsburg         | 3      | 2      | 5      |  |  |             |          |          |          |  |  |            |            |            |            |  |  |         |        |
| Celtic            | 3             | 0             | 3             |  | Internazionale | 1                 | 1      | 2      |        |  |  |             |          |          |          |  |  |            |            |            |            |  |  |         |        |
| Internazionale    | 3             | 1             | 4             |  |                |                   |        |        |        |  |  | Wolfsburg   | 1        | 2        | 3        |  |  |            |            |            |            |  |  |         |        |
| Trabzonspor       | 0             | 0             | 0             |  |                |                   |        |        |        |  |  | Napoli      | 4        | 2        | 6        |  |  |            |            |            |            |  |  |         |        |
| Napoli            | 4             | 1             | 5             |  |                | Napoli            | 3      | 0      | 3      |  |  |             |          |          |          |  |  |            |            |            |            |  |  |         |        |
| Anderlecht        | 0             | 1             | 1             |  | Dinamo Moscova | 1                 | 0      | 1      |        |  |  |             |          |          |          |  |  |            |            |            |            |  |  |         |        |
| Dinamo Moscova    | 0             | 3             | 3             |  |                |                   |        |        |        |  |  |             |          |          |          |  |  | Napoli     | 1          | 0          | 1          |  |  |         |        |
| AaB               | 1             | 0             | 1             |  |                |                   |        |        |        |  |  |             |          |          |          |  |  | Dnipro     | 1          | 1          | 2          |  |  |         |        |
| Club Brugge       | 3             | 3             | 6             |  |                | Club Brugge       | 2      | 3      | 5      |  |  |             |          |          |          |  |  |            |            |            |            |  |  |         |        |
| Liverpool         | 1             | 0             | 1(4)          |  | Beșiktaș       | 1                 | 1      | 2      |        |  |  |             |          |          |          |  |  |            |            |            |            |  |  |         |        |
| Beșiktaș (p)      | 0             | 1             | 1(5)          |  |                |                   |        |        |        |  |  | Club Brugge | 0        | 0        | 0        |  |  |            |            |            |            |  |  |         |        |
| Dnipro            | 2             | 2             | 4             |  |                |                   |        |        |        |  |  | Dnipro      | 0        | 1        | 1        |  |  |            |            |            |            |  |  |         |        |
| Olympiacos        | 0             | 2             | 2             |  |                | Dnipro (d.p.; gd) | 1      | 1      | 2      |  |  |             |          |          |          |  |  |            |            |            |            |  |  |         |        |
| Ajax              | 1             | 3             | 4             |  | Ajax           | 0                 | 2      | 2      |        |  |  |             |          |          |          |  |  |            |            |            |            |  |  |         |        |
| Legia Varșovia    | 0             | 0             | 0             |  |                |                   |        |        |        |  |  |             |          |          |          |  |  |            |            |            |            |  |  | Dnipro  | 2      |
| Villarreal        | 2             | 3             | 5             |  |                |                   |        |        |        |  |  |             |          |          |          |  |  |            |            |            |            |  |  | Sevilla | 3      |
| Red Bull Salzburg | 1             | 1             | 2             |  |                | Villarreal        | 1      | 1      | 2      |  |  |             |          |          |          |  |  |            |            |            |            |  |  |         |        |
| Sevilla           | 1             | 3             | 4             |  | Sevilla        | 3                 | 2      | 5      |        |  |  |             |          |          |          |  |  |            |            |            |            |  |  |         |        |
| Mönchengladbach   | 0             | 2             | 2             |  |                |                   |        |        |        |  |  | Sevilla     | 2        | 2        | 4        |  |  |            |            |            |            |  |  |         |        |
| PSV Eindhoven     | 0             | 0             | 0             |  |                |                   |        |        |        |  |  | Zenit       | 1        | 2        | 3        |  |  |            |            |            |            |  |  |         |        |
| Zenit             | 1             | 3             | 4             |  |                | Zenit             | 2      | 0      | 2      |  |  |             |          |          |          |  |  |            |            |            |            |  |  |         |        |
| Torino            | 2             | 3             | 5             |  | Torino         | 0                 | 1      | 1      |        |  |  |             |          |          |          |  |  |            |            |            |            |  |  |         |        |
| Athletic Bilbao   | 2             | 2             | 4             |  |                |                   |        |        |        |  |  |             |          |          |          |  |  | Sevilla    | 3          | 2          | 5          |  |  |         |        |
| Young Boys        | 1             | 1             | 2             |  |                |                   |        |        |        |  |  |             |          |          |          |  |  | Fiorentina | 0          | 0          | 0          |  |  |         |        |
| Everton           | 4             | 3             | 7             |  |                | Everton           | 2      | 2      | 4      |  |  |             |          |          |          |  |  |            |            |            |            |  |  |         |        |
| Guingamp          | 2             | 1             | 3             |  | Dinamo Kiev    | 1                 | 5      | 6      |        |  |  |             |          |          |          |  |  |            |            |            |            |  |  |         |        |
| Dinamo Kiev       | 1             | 3             | 4             |  |                |                   |        |        |        |  |  | Dinamo Kiev | 1        | 0        | 1        |  |  |            |            |            |            |  |  |         |        |
| Tottenham Hotspur | 1             | 0             | 1             |  |                |                   |        |        |        |  |  | Fiorentina  | 1        | 2        | 3        |  |  |            |            |            |            |  |  |         |        |
| Fiorentina        | 1             | 2             | 3             |  |                | Fiorentina        | 1      | 3      | 4      |  |  |             |          |          |          |  |  |            |            |            |            |  |  |         |        |
| Roma              | 1             | 2             | 3             |  | Roma           | 1                 | 0      | 1      |        |  |  |             |          |          |          |  |  |            |            |            |            |  |  |         |        |
| Feyenoord         | 1             | 1             | 2             |  |                |                   |        |        |        |  |  |             |          |          |          |  |  |            |            |            |            |  |  |         |        |

## Șaisprezecimi
Tragerea la sorți a avut loc pe 15 decembrie 2014. Prima manșă s-a jucat pe 19 februarie, iar manșa secundă pe 26 februarie 2015.
| Echipa 1              | Scor gen.   | Echipa 2                 | Tur | Retur    |
| --------------------- | ----------- | ------------------------ | --- | -------- |
| Young Boys            | 2–7         | Everton                  | 1–4 | 1–3      |
| Torino                | 5–4         | Athletic Bilbao          | 2–2 | 3–2      |
| Sevilla               | 4–2         | Borussia Mönchengladbach | 1–0 | 3–2      |
| Wolfsburg             | 2–0         | Sporting CP              | 2–0 | 0–0      |
| Ajax                  | 4–0         | Legia Varșovia           | 1–0 | 3–0      |
| AaB                   | 1–6         | Club Brugge              | 1–3 | 0–3      |
| Anderlecht            | 1–3         | Dinamo Moscova           | 0–0 | 1–3      |
| Dnipro Dnipropetrovsk | 4–2         | Olympiacos               | 2–0 | 2–2      |
| Trabzonspor           | 0–5         | Napoli                   | 0–4 | 0–1      |
| Guingamp              | 3–4         | Dinamo Kiev              | 2–1 | 1–3      |
| Villarreal            | 5–2         | Red Bull Salzburg        | 2–1 | 3–1      |
| Roma                  | 3–2         | Feyenoord                | 1–1 | 2–1      |
| PSV Eindhoven         | 0–4         | Zenit Sankt Petersburg   | 0–1 | 0–3      |
| Liverpool             | 1–1 (4–5 p) | Beșiktaș                 | 1–0 | 0–1 d.p. |
| Tottenham Hotspur     | 1–3         | Fiorentina               | 1–1 | 0–2      |
| Celtic                | 3–4         | Internazionale           | 3–3 | 0–1      |

### Prima manșă
| Young Boys | 1–4    | Everton                          |
| ---------- | ------ | -------------------------------- |
| Hoarau 10' | Report | Lukaku 24', 39', 58' Coleman 28' |

| Torino         | 2–2    | Athletic Bilbao         |
| -------------- | ------ | ----------------------- |
| López 18', 42' | Report | Williams 9' Gurpegi 73' |

| Wolfsburg     | 2–0    | Sporting CP |
| ------------- | ------ | ----------- |
| Dost 46', 63' | Report |             |

| AaB                 | 1–3    | Club Brugge                                 |
| ------------------- | ------ | ------------------------------------------- |
| Helenius 71' (pen.) | Report | Oulare 25' Refaelov 29' Petersen 61' (aut.) |

| Dnipro Dnipropetrovsk | 2–0    | Olympiacos |
| --------------------- | ------ | ---------- |
| Kankava 50' Rotan 54' | Report |            |

| Trabzonspor | 0–4    | Napoli                                              |
| ----------- | ------ | --------------------------------------------------- |
|             | Report | Henrique 6' Higuaín 20' Gabbiadini 27' Zapata 90+2' |

| Roma         | 1–1    | Feyenoord          |
| ------------ | ------ | ------------------ |
| Gervinho 22' | Report | Kazim-Richards 55' |

| PSV Eindhoven | 0–1    | Zenit Sankt Petersburg |
| ------------- | ------ | ---------------------- |
|               | Report |                        |

| Sevilla    | 1–0    | Borussia Mönchengladbach |
| ---------- | ------ | ------------------------ |
| Iborra 70' | Report |                          |

| Ajax      | 1–0    | Legia Varșovia |
| --------- | ------ | -------------- |
| Milik 35' | Report |                |

| Anderlecht | 0–0    | Dinamo Moscova |
| ---------- | ------ | -------------- |
|            | Report |                |

| Guingamp               | 2–1    | Dinamo Kiev |
| ---------------------- | ------ | ----------- |
| Beauvue 72' Diallo 75' | Report | Veloso 19'  |

| Villarreal             | 2–1    | Red Bull Salzburg  |
| ---------------------- | ------ | ------------------ |
| Uche 32' Cheryshev 54' | Report | Soriano 48' (pen.) |

| Liverpool            | 1–0    | Beșiktaș |
| -------------------- | ------ | -------- |
| Balotelli 85' (pen.) | Report |          |

| Tottenham Hotspur | 1–1    | Fiorentina  |
| ----------------- | ------ | ----------- |
| Soldado 6'        | Report | Basanta 36' |

| Celtic                                             | 3–3    | Internazionale              |
| -------------------------------------------------- | ------ | --------------------------- |
| Armstrong 24' Campagnaro 26' (aut.) Guidetti 90+3' | Report | Shaqiri 4' Palacio 13', 45' |

Note
1. ^ Dnipro Dnipropetrovsk își va juca meciurile considerate pe teren propriu pe Olympic Stadium din Kiev, în loc de Dnipro-Arena din Dnipropetrovsk, din cauza conflictelor din estul Ucrainei.

### Manșa secundă
| Dinamo Moscova                       | 3–1    | Anderlecht   |
| ------------------------------------ | ------ | ------------ |
| Kozlov 47' Yusupov 64' Kurányi 90+5' | Report | Mitrović 29' |

Dinamo Moscova a câștigat la general cu 3–1.
| Zenit Sankt Petersburg   | 3–0    | PSV Eindhoven |
| ------------------------ | ------ | ------------- |
| Rondón 28', 67' Hulk 48' | Report |               |

Zenit Sankt Petersburg a câștigat la general cu 4–0.
| Borussia Mönchengladbach | 2–3    | Sevilla                  |
| ------------------------ | ------ | ------------------------ |
| Xhaka 19' Hazard 29'     | Report | Bacca 8' Vitolo 26', 79' |

Sevilla a câștigat la general cu 4–2.
| Legia Varșovia | 0–3    | Ajax                         |
| -------------- | ------ | ---------------------------- |
|                | Report | Milik 11', 43' Viergever 13' |

Ajax a câștigat la general cu 4–0.
| Dinamo Kiev                                   | 3–1    | Guingamp     |
| --------------------------------------------- | ------ | ------------ |
| Teodorczyk 31' Buyalskyi 46' Gusev 75' (pen.) | Report | Mandanne 68' |

Dinamo Kiev a câștigat la general cu 4–3.
| Red Bull Salzburg | 1–3    | Villarreal                        |
| ----------------- | ------ | --------------------------------- |
| Djuricin 18'      | Report | Vietto 33', 76' G. dos Santos 79' |

Villareal a câștigat la general cu 5–2.
| Beșiktaș                                 | 1–0 (d.p.) | Liverpool                                |
| ---------------------------------------- | ---------- | ---------------------------------------- |
| Arslan 72'                               | Report     |                                          |
| Ba · Töre · Kavlak · Hutchinson · Arslan | 5–4        | Lambert · Lallana · Can · Allen · Lovren |

1–1 la general. Beșiktaș a câștigat după loviturile de departajare.
| Fiorentina          | 2–0    | Tottenham Hotspur |
| ------------------- | ------ | ----------------- |
| Gómez 54' Salah 71' | Report |                   |

Fiorentina a câștigat la general cu 3–1.
| Internazionale | 1–0    | Celtic |
| -------------- | ------ | ------ |
| Guarín 88'     | Report |        |

Internazionale a câștigat la general cu 4–3.
| Everton                             | 3–1    | Young Boys |
| ----------------------------------- | ------ | ---------- |
| Lukaku 25' (pen.), 30' Mirallas 42' | Report | Sanogo 13' |

Everton a câștigat la general cu 7–2.
| Athletic Bilbao          | 2–3    | Torino                                          |
| ------------------------ | ------ | ----------------------------------------------- |
| Iraola 44' De Marcos 61' | Report | Quagliarella 16' (pen.) López 45+2' Darmian 68' |

Torino a câștigat la general cu 5–4.
| Sporting CP | 0–0    | Wolfsburg |
| ----------- | ------ | --------- |
|             | Report |           |

Wolfsburg a câștigat la general cu 2–0.
| Club Brugge                                 | 3–0    | AaB |
| ------------------------------------------- | ------ | --- |
| Vázquez 11' Oularé 64' Bolingoli-Mbombo 74' | Report |     |

Club Brugge a câștigat la general cu 6–1.
| Olympiacos                         | 2–2    | Dnipro Dnipropetrovsk       |
| ---------------------------------- | ------ | --------------------------- |
| Mitroglou 14' Domínguez 90' (pen.) | Report | Fedetskyi 22' Kalinić 90+2' |

Dnipro Dnipropetrovsk a câștigat la general cu 4–2.
| Napoli        | 1–0    | Trabzonspor |
| ------------- | ------ | ----------- |
| De Guzmán 19' | Report |             |

Napoli a câștigat la general cu 5–0.
| Feyenoord | 1–2    | Roma                      |
| --------- | ------ | ------------------------- |
| Manu 57'  | Report | Ljajić 45+2' Gervinho 60' |

Roma a câștigat la general cu 3–2.

## Optimile de finală
Tragerea la sorți a avut loc pe 27 februarie 2015. Prima manșă s-a jucat pe 12 martie, iar manșa secundă pe 19 martie 2015.
| Echipa 1               | Scor gen. | Echipa 2       | Tur | Retur    |
| ---------------------- | --------- | -------------- | --- | -------- |
| Everton                | 4–6       | Dinamo Kiev    | 2–1 | 2–5      |
| Dnipro Dnipropetrovsk  | 2–2 (gd)  | Ajax           | 1–0 | 1–2 d.p. |
| Zenit Sankt Petersburg | 2–1       | Torino         | 2–0 | 0–1      |
| Wolfsburg              | 5–2       | Internazionale | 3–1 | 2–1      |
| Villarreal             | 2–5       | Sevilla        | 1–3 | 1–2      |
| Napoli                 | 3–1       | Dinamo Moscova | 3–1 | 0–0      |
| Club Brugge            | 5–2       | Beșiktaș       | 2–1 | 3–1      |
| Fiorentina             | 4–1       | Roma           | 1–1 | 3–0      |

### Prima manșă
| Zenit Sankt Petersburg  | 2–0    | Torino |
| ----------------------- | ------ | ------ |
| Witsel 38' Criscito 53' | Report |        |

| Dnipro Dnipropetrovsk | 1–0    | Ajax |
| --------------------- | ------ | ---- |
| Zozulya 30'           | Report |      |

| Wolfsburg                    | 3–1    | Internazionale |
| ---------------------------- | ------ | -------------- |
| Naldo 28' De Bruyne 63', 76' | Report | Palacio 6'     |

| Club Brugge                       | 2–1    | Beșiktaș |
| --------------------------------- | ------ | -------- |
| De Sutter 62' Refaelov 79' (pen.) | Report | Töre 46' |

| Everton                        | 2–1    | Dinamo Kiev |
| ------------------------------ | ------ | ----------- |
| Naismith 39' Lukaku 82' (pen.) | Report | Husyev 14'  |

| Villarreal | 1–3    | Sevilla                        |
| ---------- | ------ | ------------------------------ |
| Vietto 48' | Report | Vitolo 1' Mbia 26' Gameiro 50' |

| Napoli                       | 3–1    | Dinamo Moscova |
| ---------------------------- | ------ | -------------- |
| Higuaín 25', 31' (pen.), 55' | Report | Kurányi 2'     |

| Fiorentina | 1–1    | Roma      |
| ---------- | ------ | --------- |
| Iličić 17' | Report | Keita 77' |

### Manșa secundă
| Dinamo Moscova | 0–0    | Napoli |
| -------------- | ------ | ------ |
|                | Report |        |

Napoli a câștigat la general cu 3–1.
| Dinamo Kiev                                                    | 5–2    | Everton                 |
| -------------------------------------------------------------- | ------ | ----------------------- |
| Iarmolenko 21' Teodorczyk 35' Veloso 37' Gusev 56' Antunes 76' | Report | Lukaku 29' Jagielka 82' |

Dinamo Kiev a câștigat la general cu 6–4.
| Roma | 0–3    | Fiorentina                                |
| ---- | ------ | ----------------------------------------- |
|      | Report | Gonzalo 10' (pen.) Alonso 18' Basanta 22' |

Fiorentina a câștigat la general cu 4–1.
| Ajax                          | 2–1 (d.p.) | Dnipro Dnipropetrovsk |
| ----------------------------- | ---------- | --------------------- |
| Bazoer 60' Van der Hoorn 117' | Report     | Konoplyanka 97'       |

2–2 la general. Dnipro Dnipropetrovsk a câștigat datorită golurilor din deplasare.
| Torino   | 1–0    | Zenit Sankt Petersburg |
| -------- | ------ | ---------------------- |
| Glik 90' | Report |                        |

Zenit Sankt Petersburg a câștigat la general cu 2–1.
| Internazionale | 1–2    | Wolfsburg                  |
| -------------- | ------ | -------------------------- |
| Palacio 71'    | Report | Caligiuri 24' Bendtner 89' |

Wolfsburg a câștigat la general cu 5–2.
| Sevilla                  | 2–1    | Villarreal        |
| ------------------------ | ------ | ----------------- |
| Iborra 69' D. Suárez 83' | Report | G. dos Santos 73' |

Sevilla a câștigat la general cu 5–2.
| Beșiktaș  | 1–3    | Club Brugge                             |
| --------- | ------ | --------------------------------------- |
| Ramon 48' | Report | De Sutter 61' Bolingoli-Mbombo 80', 90' |

Club Brugge a câștigat la general cu 5–2.

## Sferturile de finală
Tragerea la sorți a avut loc pe 20 martie 2015. Prima manșă s-a jucat pe 16 aprilie, iar manșa secundă pe 23 aprilie 2015.
| Echipa 1    | Scor gen. | Echipa 2               | Tur | Retur |
| ----------- | --------- | ---------------------- | --- | ----- |
| Sevilla     | 4–3       | Zenit Sankt Petersburg | 2–1 | 2–2   |
| Club Brugge | 0–1[D]    | Dnipro Dnipropetrovsk  | 0–0 | 0–1   |
| Dinamo Kiev | 2–3       | Fiorentina             | 1–1 | 0–2   |
| Wolfsburg   | 3–6       | Napoli                 | 1–4 | 2–2   |

Note
1. ^ Ordinea tururilor inversată după tragerea la sorți.

### Prima manșă
| Sevilla                 | 2–1    | Zenit Sankt Petersburg |
| ----------------------- | ------ | ---------------------- |
| Bacca 73' D. Suárez 88' | Report | Ryazantsev 29'         |

| Club Brugge | 0–0    | Dnipro Dnipropetrovsk |
| ----------- | ------ | --------------------- |
|             | Report |                       |

| Dinamo Kiev | 1–1    | Fiorentina    |
| ----------- | ------ | ------------- |
| Lens 36'    | Report | Babacar 90+2' |

| Wolfsburg    | 1–4    | Napoli                                     |
| ------------ | ------ | ------------------------------------------ |
| Bendtner 80' | Report | Higuaín 15' Hamšík 23', 64' Gabbiadini 77' |

### Manșa secundă
| Zenit Sankt Petersburg | 2–2    | Sevilla                     |
| ---------------------- | ------ | --------------------------- |
| Rondón 48' Hulk 72'    | Report | Bacca 6' (pen.) Gameiro 85' |

Sevilla a câștigat la general cu 4–3.
| Dnipro Dnipropetrovsk | 1–0    | Club Brugge |
| --------------------- | ------ | ----------- |
| Shakhov 82'           | Report |             |

Dnipro Dnipropetrovsk a câștigat la general cu 1–0.
| Fiorentina             | 2–0    | Dinamo Kiev |
| ---------------------- | ------ | ----------- |
| Gómez 43' Vargas 90+4' | Report |             |

Fiorentina a câștigat la general cu 3–1.
| Napoli                   | 2–2    | Wolfsburg             |
| ------------------------ | ------ | --------------------- |
| Callejón 50' Mertens 65' | Report | Klose 72' Perišić 73' |

Napoli a câștigat la general cu 6–3.

## Semifinale
Tragerea la sorți a avut loc pe 24 aprilie 2015. Prima manșă s-a jucat pe 7 mai, iar manșa secundă pe 14 mai 2015.
| Echipa 1 | Scor gen. | Echipa 2              | Tur | Retur  |
| -------- | --------- | --------------------- | --- | ------ |
| Napoli   | SF1       | Dnipro Dnipropetrovsk | 1–1 | 14 mai |
| Sevilla  | SF2       | Fiorentina            | 3–0 | 14 mai |

### Prima manșă
| Napoli    | 1–1    | Dnipro Dnipropetrovsk |
| --------- | ------ | --------------------- |
| López 50' | Report | Seleznyov 81'         |

| Sevilla                    | 3–0    | Fiorentina |
| -------------------------- | ------ | ---------- |
| Vidal 17', 52' Gameiro 75' | Report |            |

### Manșa secundă
| Dnipro Dnipropetrovsk | 1–0    | Napoli |
| --------------------- | ------ | ------ |
| Seleznyov 58'         | Report |        |

Dnipro Dnipropetrovsk a câștigat la general cu 2–1.
| Fiorentina | 0–2    | Sevilla               |
| ---------- | ------ | --------------------- |
|            | Report | Bacca 22' Carriço 27' |

Sevilla a câștigat la general cu 5–0.

## Finala
Finala s-a jucat în data de 27 mai 2015, pe Stadion Narodowy din Varșovia, Polonia. Echipa care a jucat "acasă" (din motive administrative) a fost determinată de o tragere la sorți adițională, care a avut loc după cea pentru semifinale.
| Dnipro Dnipropetrovsk | 2–3    | Sevilla                       |
| --------------------- | ------ | ----------------------------- |
| Kalinić 7' Rotan 44'  | Report | Krychowiak 28' Bacca 31', 73' |